# Correccional de mujeres
Correccional de mujeres es una película argentina de suspenso, policial y erótica estrenada el 17 de abril de 1986 dirigida por Emilio Vieyra y protagonizada por Julio de Grazia, Edda Bustamante, Érika Wallner, Tony Vilas, Thelma Stefani, Rubén Stella y Mónica Villa. Fue la última actuación de Thelma Stefani, quien se suicidó dos semanas después del estreno lanzándose desde el balcón de su departamento.

## Sinopsis
Cuatro chicas (Laura, Elizabeth, Alicia y Marta) son condenadas y llevadas a una cárcel, donde son maltratadas. Cuando Martha aparece sorpresivamente ahorcada en el baño, la dirección del penal cree que se trata de un asesinato, por lo que allí hace acto de presencia un secretario del juzgado. Las chicas aprovechan la llegada del funcionario para hacer un motín, pero solo Elizabeth logra escapar, tras dejar desnuda y atada a una guardiacárcel. Las demás serán trasladadas como castigo a un centro de mayor seguridad. Durante el traslado, el furgón es asaltado y las chicas son conducidas a un club de alterne donde son obligadas a ejercer la prostitución, siendo el mismo secretario el responsable del asalto y el envío al club. Laura también logra eventualmente fugarse, denunciando junto a Elizabeth la red de tráfico de drogas y trata de personas que opera dentro del penal.

## Reparto
Colaboraron en el filme los siguientes intérpretes:
| Actor           | Personaje                |
| --------------- | ------------------------ |
| Julio de Grazia | Francisco                |
| Edda Bustamante | Laura Rigueira           |
| Erika Wallner   | Jefa de narcotraficantes |
| Tony Vilas      | Raúl                     |
| Thelma Stefani  | Dolores                  |
| Rubén Stella    | Lucas Perego             |
| Mónica Villa    | Lucila Expósito          |
| Adrián Martel   | Novio de Laura           |
| Rodolfo Machado | Abogado                  |
| Vicky Olivares  | Martha Rigal             |
| Silvia Peyrou   | Elizabeth Rivas          |
| Carlos Mena     | Subdirector              |
| Mercedes Alonso | Alicia Gracelli          |
| Ana María Casó  | Jefa de celadoras        |
| Rogelio Romano  | Delincuente              |
| Nelly Tesolín   | Celadora                 |
| Susana Cart     | Segunda celadora         |
| Susana Fachal   | Esposa del abogado       |
| Mauricio Dayub  | Policía                  |
| María Fournery  |                          |
| José Andrada    |                          |
| Giancarlo Arena |                          |
| Enrique Otranto |                          |
| Alfredo Lepore  |                          |
| Tatave Moulin   |                          |
| Mara Kano       |                          |
| Susan Francis   |                          |
| Rubén Bermúdez  |                          |
| Malú Rodríguez  |                          |
| Rodolfo Salinas |                          |
| Adrián Beiró    |                          |
| Andile Marlene  |                          |
| Linda Guzmán    |                          |
| María Saget     |                          |
| Bettina Vardé   |                          |
| Arturo Noal     |                          |
| Pablo Rondeau   |                          |
| Mirta Pedretti  |                          |

## En la cultura popular
La película es mencionada en la canción "Caminando por el microcentro (Edda)" de Attaque 77.

## Recepción
Jorge Abel Martín en Tiempo Argentino opinó:

"...insiste en la peor rutina...Julio de Grazia con bigotes y hablando lentamente, Erika Wallner elegantísima, Edda Bustamante luciendo sus senos, Tony Vilas ostentando su trasero, Silvia Peyrou con el phique rol necesario y Adrián Martel dando clases amatorias."

Por su  parte Carmen Rivarola en La Prensa escribió sobre el filme:

El mismo tema e idéntica pobreza".